# Portage (Wisconsin)
Portage es una ciudad ubicada en el condado de Columbia, Wisconsin, Estados Unidos. Según el censo de 2020, tiene una población de 10.581 habitantes.

## Geografía
La localidad está ubicada en las coordenadas 43°32′56″N 89°27′57″O / 43.54889, -89.46583. Según la Oficina del Censo de los Estados Unidos, tiene una superficie total de 25.15 km², de la cual 23.08 km² corresponden a tierra firme y 2.07 km² es agua.

## Demografía
Según el censo de 2020, hay 10.581 personas residiendo en Portage. La densidad de población es de 458,45 hab./km². El 85.2% son blancos, el 5.5% son afroamericanos, el 1.1% son amerindios, el 1.2% son asiáticos,  el 2% son de otras razas y el 5% son de dos o más razas. Además, 2 habitantes se identificaron como isleños del Pacífico. Del total de la población el 5.8% son hispanos o latinos de cualquier raza.

## Imágenes

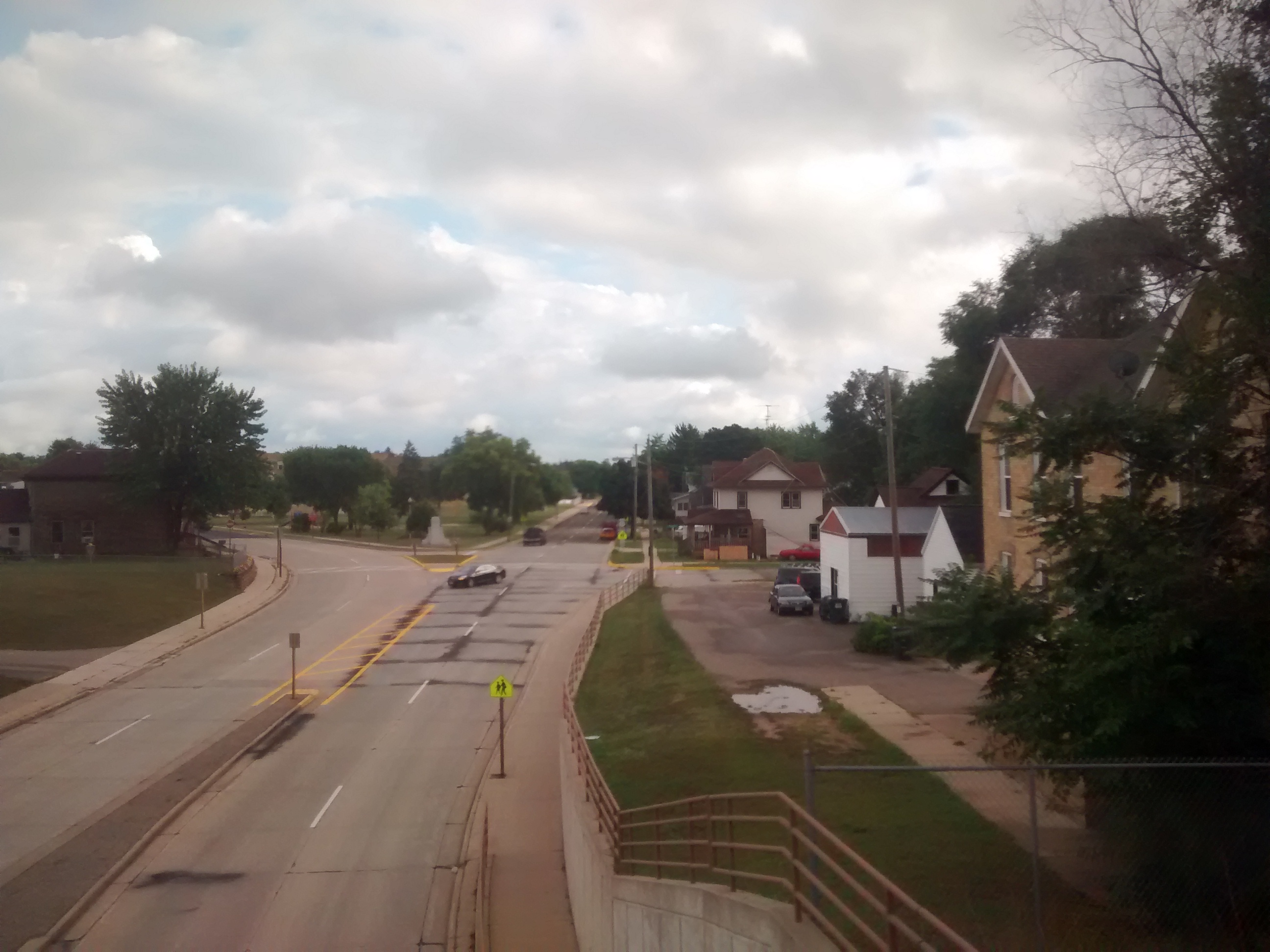
Calle DeWitt y MacFarlane Lane
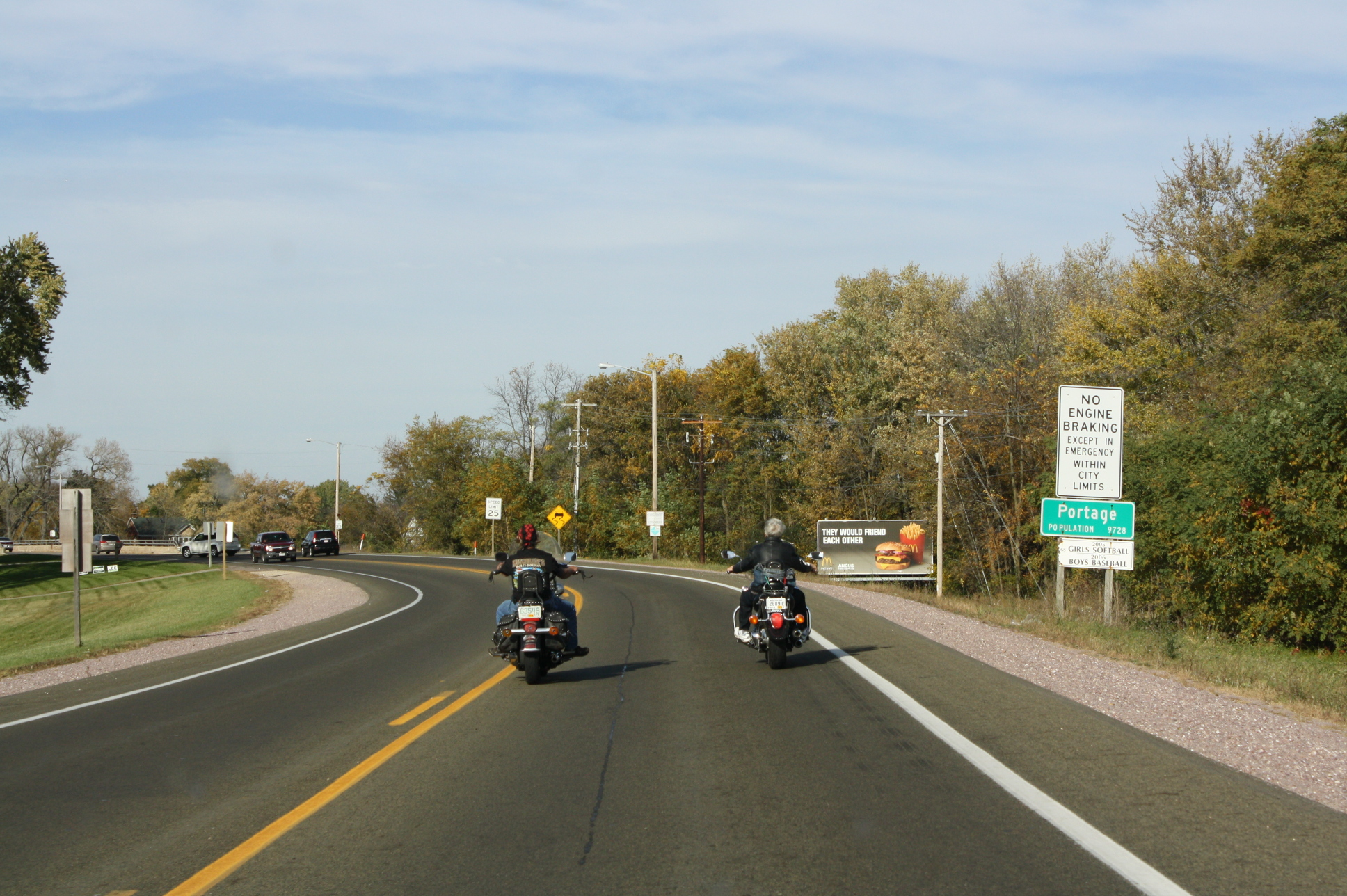
Señalización del límite oeste de la ciudad en Ruta 33
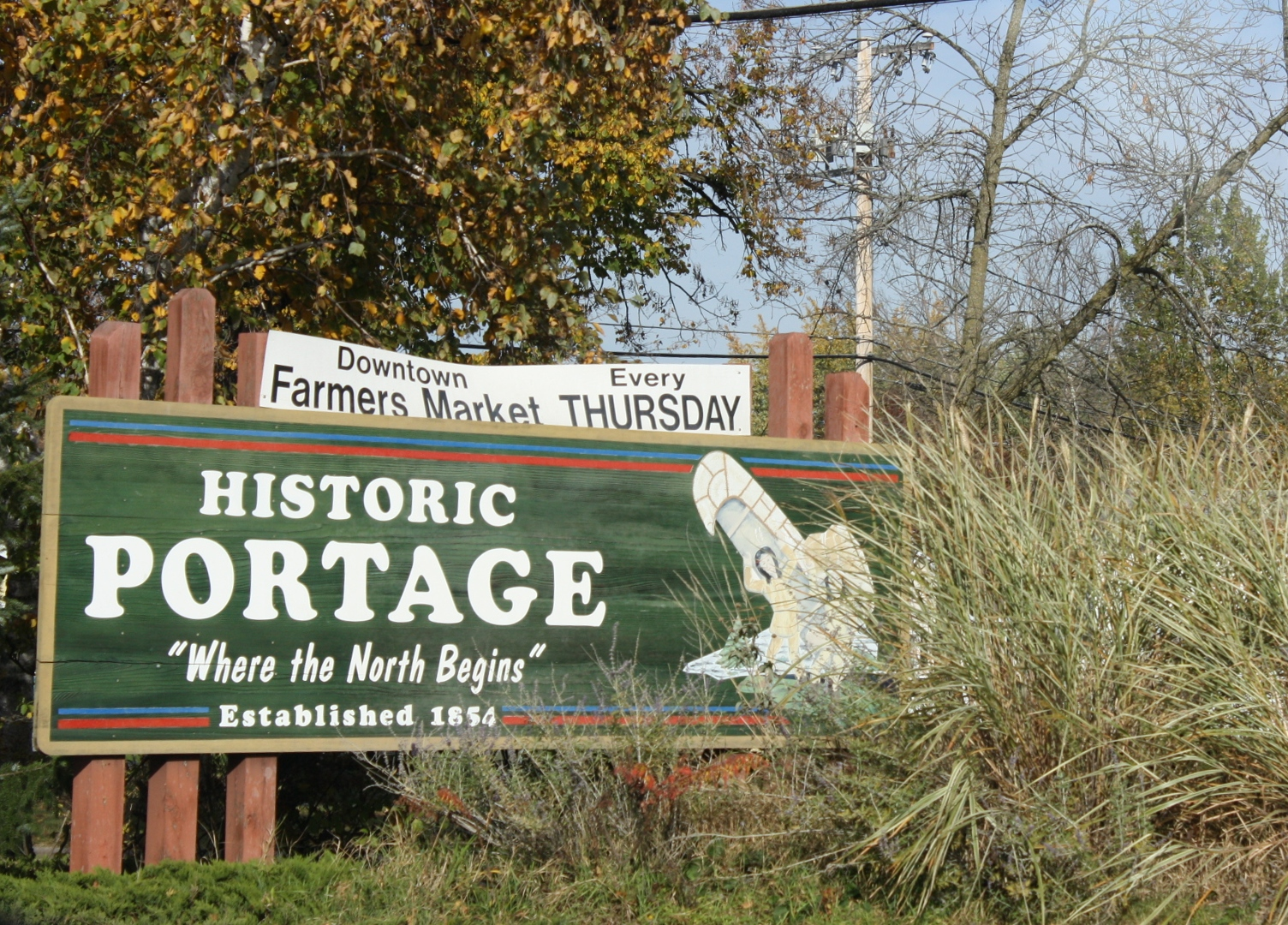
Cartel de bienvenida a la ciudad
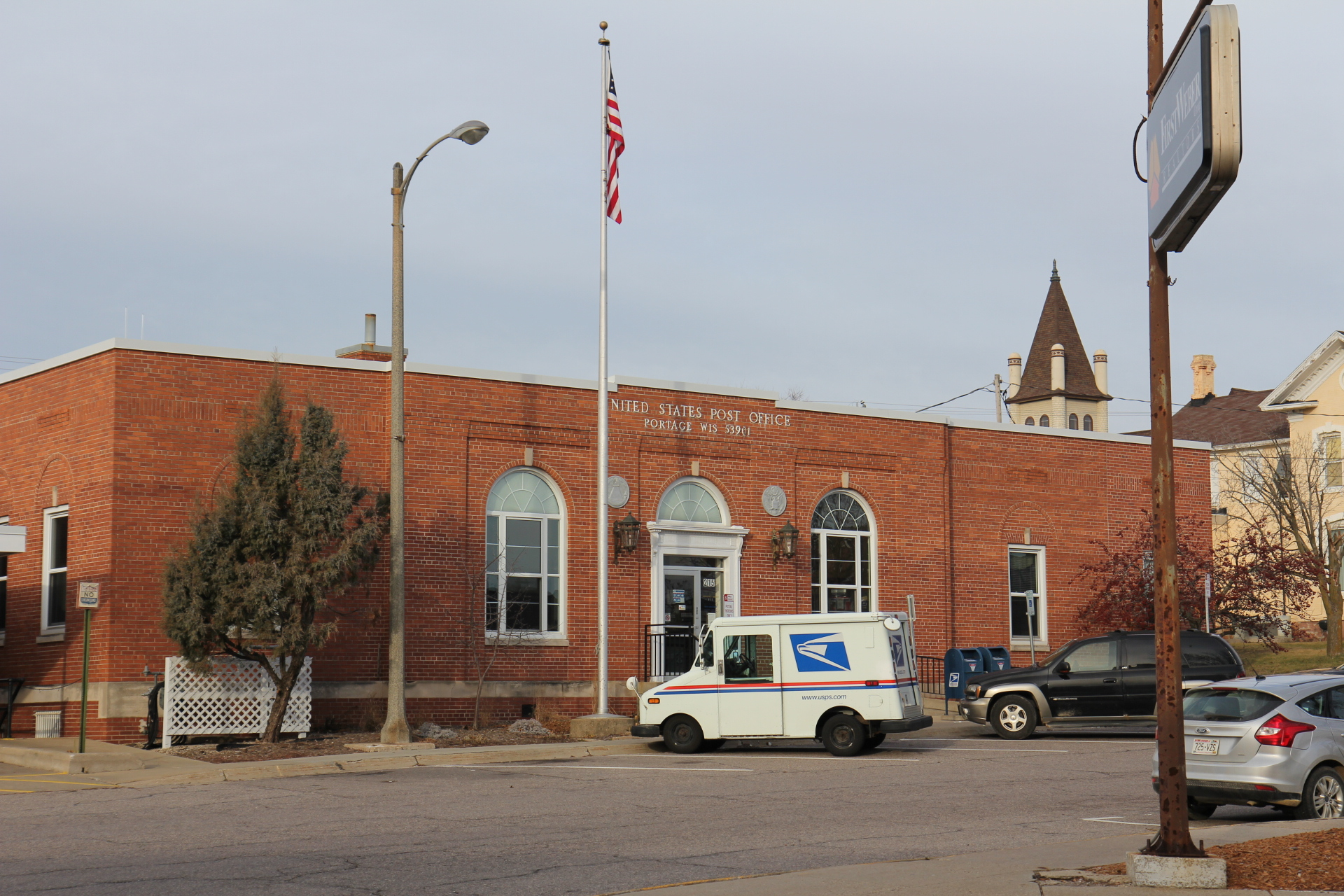
Oficina de correos
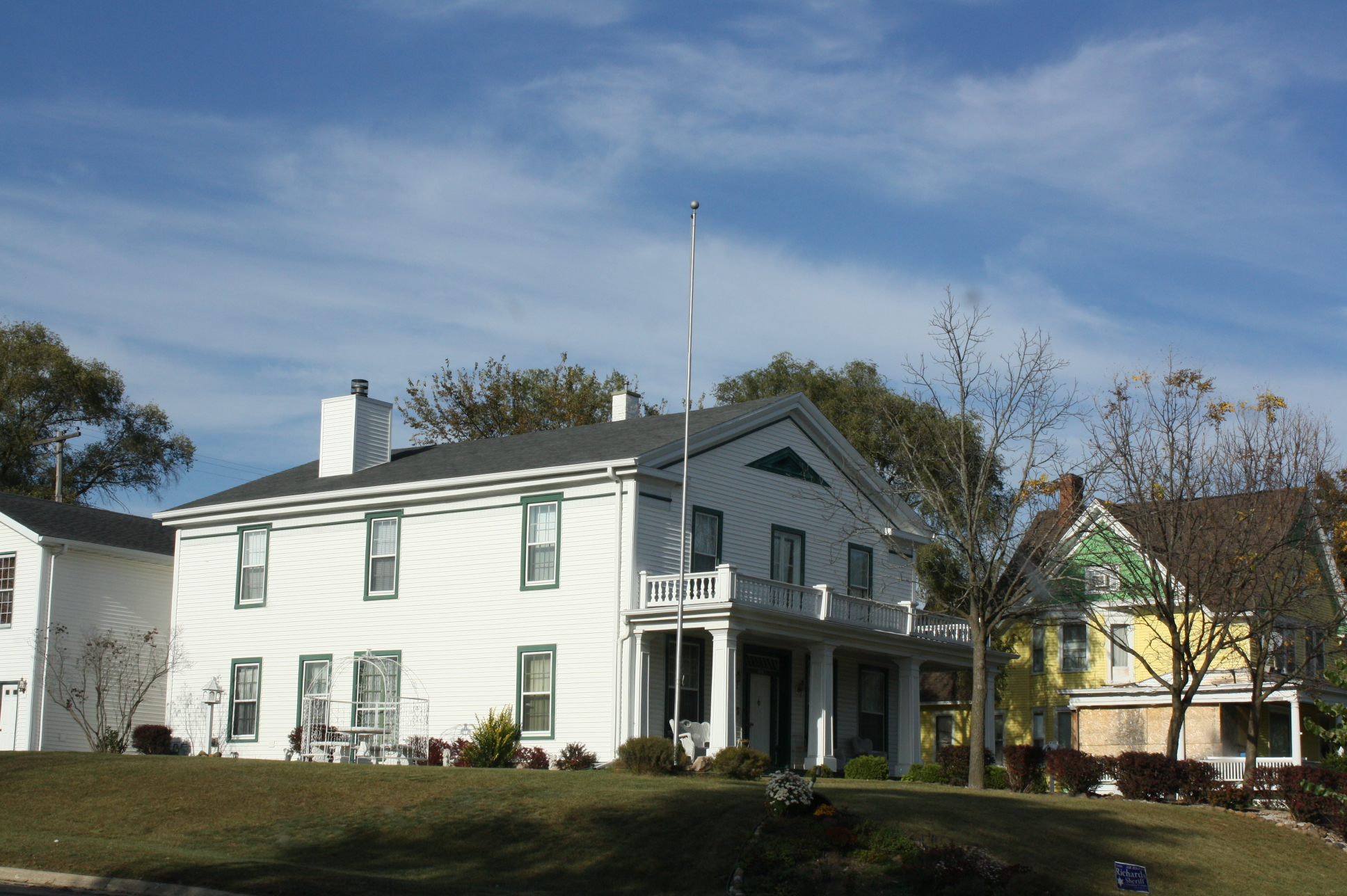
Casa de Henry Merrell
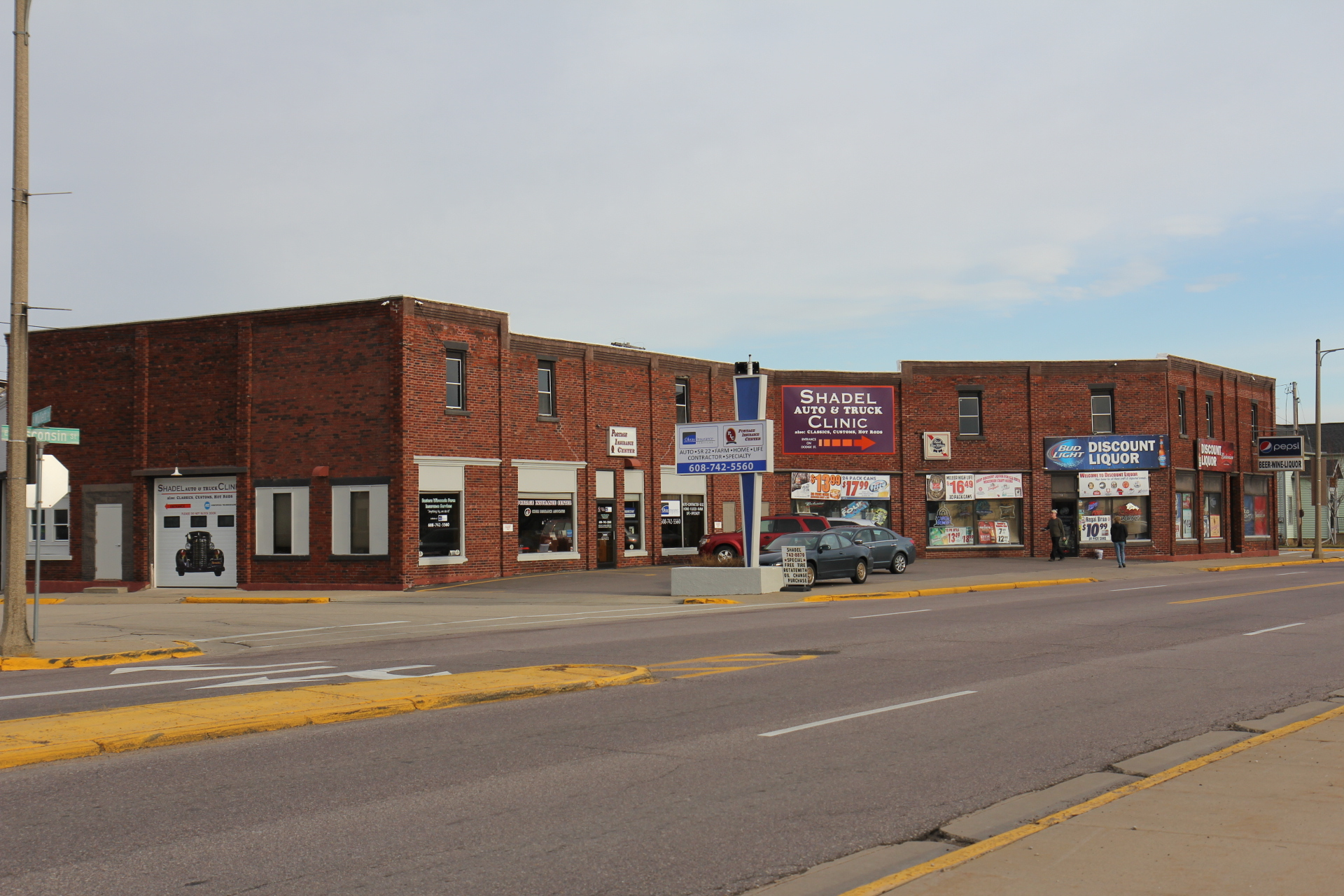
Parte del Distrito Histórico Industrial
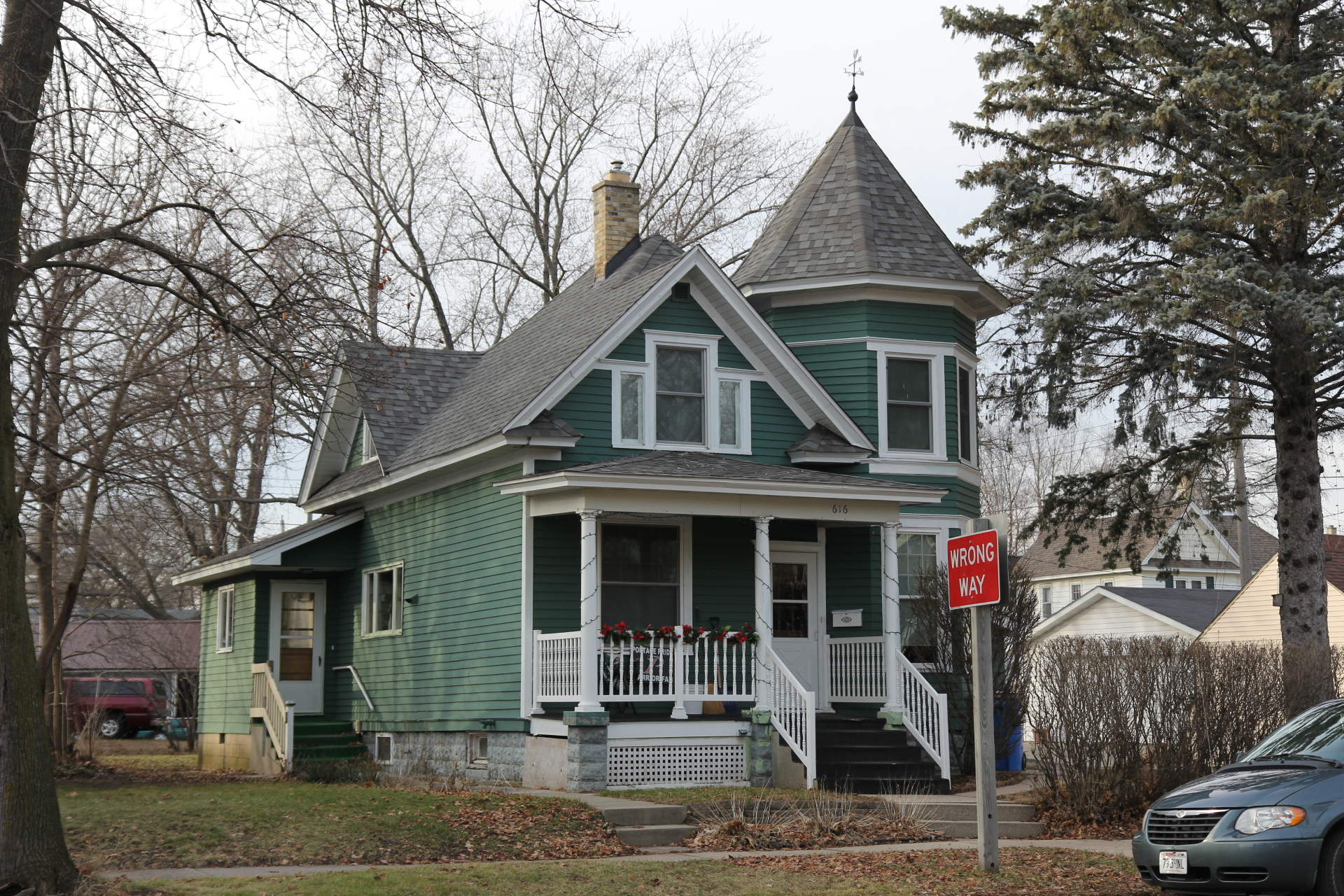
Casa en el Distrito Histórico Society Hill
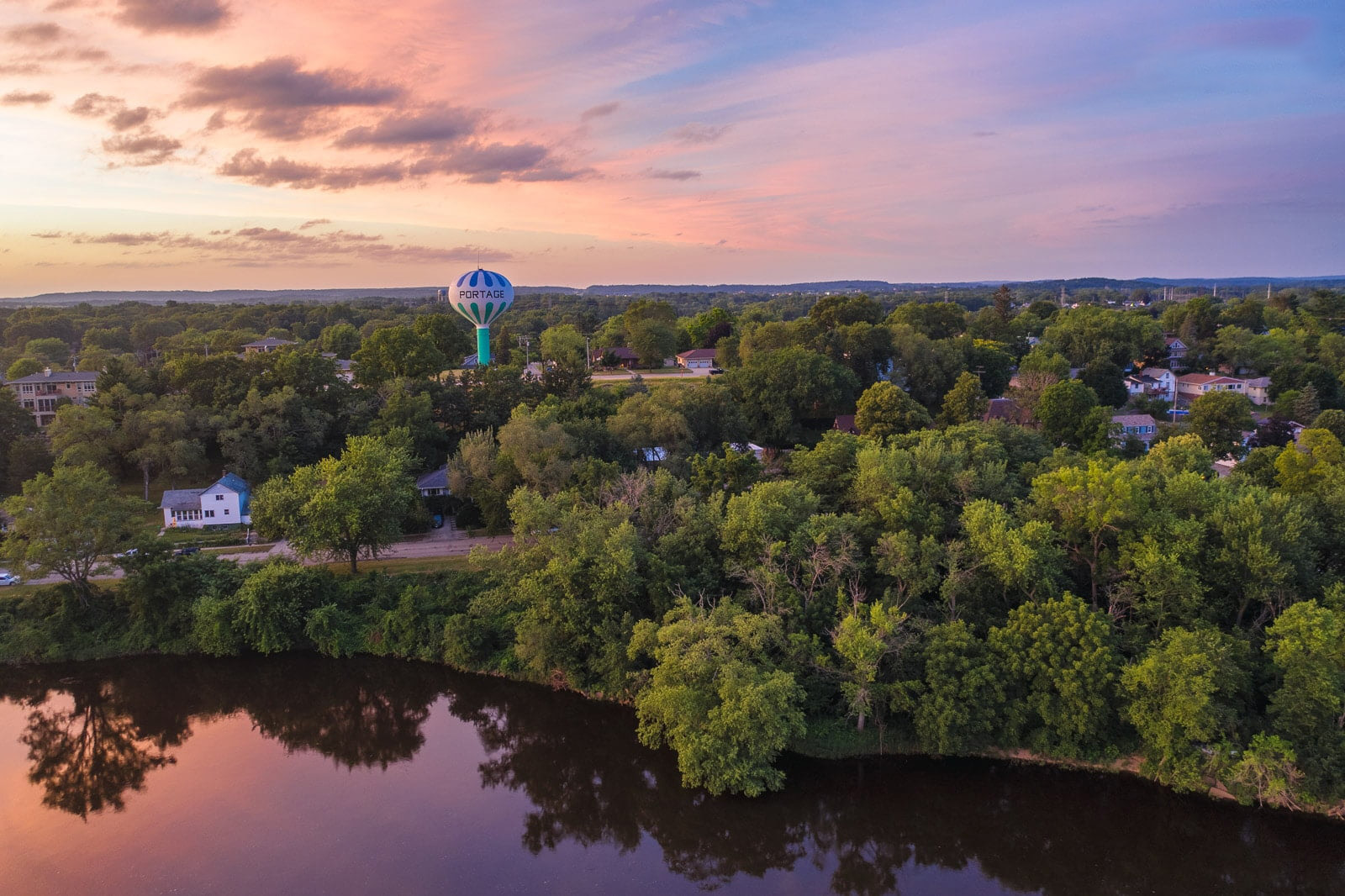
Torre de agua de Portage, cerca del parque Pauquette